# 辻宏康
辻 宏康（つじ ひろみち、1959年〈昭和34年〉8月29日 - ）は、日本の政治家。大阪府和泉市長（5期）。桃山学院大学客員教授。元和泉市議会議員（3期）。

## 来歴
1978年（昭和53年）3月、大阪府立鳳高等学校卒業。1984年（昭和59年）3月、京都工芸繊維大学工芸学部卒業。その後加商（現在の豊田通商）に入社し勤務。
1996年（平成8年）9月15日執行の和泉市議会議員選挙に立候補し、初当選。同月23日に議員に就任。以後市議を計3期務める。市議の傍ら、2004年（平成16年）3月に大阪市立大学大学院法学研究科を修了している。
2005年（平成17年）4月、市発注の公共工事をめぐる競売入札妨害事件で、当時の和泉市長だった稲田順三が逮捕される。5月6日、稲田は辞職。これに伴って6月19日に執行された市長選に市議を辞職し出馬するが、同じく市議を辞職し出馬した井坂善行に破れ落選。
2009年（平成21年）の市長選で井坂と稲田を破り初当選を果たし、同年6月19日に和泉市長に就任した。選挙の結果は以下のとおり。
2013年（平成25年）6月の市長選で井坂を破り再選。
2015年（平成27年）8月、内閣府障害者政策委員会委員に就任。
2017年（平成29年）5月、無投票で3選。
2018年（平成30年）7月、全国市長会全国基地協議会副会長、防災対策特別委員会委員に就任。
2019年（令和元年）6月、全国市長会行政委員会委員長に就任。
2020年（令和2年）4月、桃山学院大学客員教授に就任。
2021年（令和3年）5月、無投票で4選。
2023年（令和5年）5月、大阪府市長会会長に就任。
2025年（令和7年）5月、無投票で5選。

## 市政

### 庁舎整備
和泉市役所は昭和３３年に竣工したが、耐震基準を満たしておらず、建て替えや耐震改修について検討が進められていた。費用対効果等を考慮した結果、庁舎を建て替える方針としていたが、庁舎の建設位置について、「現庁舎敷地（和泉市府中町二丁目7番5号)での建て替え」とするか、「和泉中央住宅展示場跡地（和泉市いぶき野三丁目15番）」とするかについて、議員提案により、「和泉市庁舎整備に関する住民投票条例案」が市議会で可決され、庁舎整備に関する住民投票が平成27年11月22日に実施された。

#### 住民投票の結果
| 選択肢                                                                 | 得票数   | 得票率(%) |
| 1.現庁舎敷地（和泉市府中町二丁目7番5号)での建て替えに賛成              | 33,213票 | 47.87%    |
| 2.和泉中央住宅展示場跡地（和泉市いぶき野三丁目15番）への新築移転に賛成 | 36,172票 | 52.13%    |

住民投票の結果、移転に賛成する票が過半数となったが、辻宏康和泉市長は、地方自治法第４条第３項の規定において、庁舎移転は議会の出席議員の３分の2以上の同意が必要であることを根拠として、「和泉中央住宅展示場跡地（和泉市いぶき野三丁目15番）への新築移転に賛成」の票が有効投票数の3分の2を超えることを庁舎移転の判断基準とすることを住民投票以前より表明していたため、「和泉市役所の位置を定める条例」の改正案を市議会へ提案しなかった。
これに対し、議員提出議案により、「和泉市役所の位置を定める条例」改正案（和泉市役所の位置を定める条例の一部を改正する条例制定について）が平成27年12月15日に上程されたが、採決の結果、出席議員22人中、賛成14人、反対8人となり、出席議員の3分の2以上の同意が得られなかった。
このことから、現庁舎敷地（和泉市府中町二丁目7番5号)での建て替えが進められることとなり、令和３年５月６日に新庁舎が開庁した。

### 病院改革
昭和３８年に公立和泉病院分院として発足した「和泉市立病院」は、辻宏康が和泉市長に就任した平成２１年時点において、救急医療の再開、慢性的な赤字体質の解消、施設の老朽化・非耐震への対応といった３つの課題を抱えていた。
辻宏康和泉市長はこれらの課題解決のため、まず和泉市立病院を直営から指定管理者に移行することを決め、公募の結果、医療法人徳洲会を優先交渉権者に決定し、市議会での可決を経て、平成２６年４月１日より指定管理者制度がスタートした。
また、新病院の建設に着手し、「和泉市立総合医療センター」（和泉市和気町四丁目５番１号）として、平成３０年４月１日に開院し、これと併せて２４時間３６５日の救急医療を再開した。
これらの病院改革の結果、平成２９年度経常収支には４億円の黒字となり、平成３０年度には１１億５，４００万円の黒字となった。

### 小中一貫校開校
和泉市はつが野地域の宅地造成が進んだことにより、和泉市立青葉はつが野小学校と和泉市立南池田中学校が過大規模化しており、市はプレハブ教室を建設して対処する予定としていたが、辻宏康和泉市長は子どもの成長時期をプレハブ教室で過ごさせることに反対し、抜本的な見直しを指示した結果、小中一貫校を検討することとなった。一方、同校区に隣接する南松尾小学校、南松尾中学校では少子化が進展し、クラス替えが行えない状況にあり、隣接する校区でありながら真逆である課題への対応が求められていた。
そこで、これらの課題を解消するとともに、義務教育９年間を見通した小中一貫教育をより推進するため、平成２９年、はつが野地区に和泉市初、当時府内では２番目となる施設一体型の小中一貫教育を行う義務教育学校「和泉市立南松尾はつが野学園」（和泉市はつが野六丁目４５番１号）を新たに開校した。通学区域は、はつが野地域の一部と、新規開校に伴い統合され閉校した旧和泉市立南松尾中学校・旧和泉市立南松尾小学校の校区。
こうした小中一貫校の取り組みは子育て世帯の定住を促進することとなり、市は南松尾はつが野学園に続き、和泉市南部地域にある槇尾中学校区に「槇尾学園」を新築し、令和7年4月に開校した。また、和泉市北部地域の富秋中学校区に「富秋学園」を新築し、令和9年度の開校をめざしている。

### ホテル誘致
和泉市は大阪市内に通勤する人のベッドタウンとして発展を遂げてきた一方、市内の観光資源を活用しての来訪促進を進める上で、欠くことのできないホテル等の宿泊施設は立地していなかった。
辻宏康和泉市長は市外からの来訪促進を図るべく、ホテルを和泉市に誘致することを重点課題として指示し、兵庫県小野市等のホテル誘致条例を参考に「和泉市ホテル・旅館の誘致に関する条例」を平成27年9月30日に制定し、積極的なホテル誘致活動を展開していた。
しかしながら衛星都市でのホテル誘致活動は厳しく、ホテル事業者と土地所有者との賃借条件が折り合わないなど、交渉が難航していた。その様な中、創立50周年に向けて500店オープンを目指すルートインジャパン株式会社の永山会長を辻宏康和泉市長が直接訪問し、和泉市のホテル誘致活動に興味を示した永山会長のトップダウンで、和泉市に建設することが決定された。
場所は阪和自動車道「岸和田和泉IC」出口近く、「ららぽーと和泉」の向かいで、平成29年3月に「ホテル ルートイン大阪和泉」との名称でオープンした。従来、ルートインジャパン株式会社は、同一自治体に1店という原則があるとされていたが、その後、和泉府中エリアでも令和4年10月に「ホテル ルートイン大阪和泉府中」との名称で２店目がオープンされた。

### 人事給与制度改革
辻宏康和泉市長は、市長就任から一貫して人材育成を市政の重要課題に位置づけ、就任後に策定した各行財政改革プランで人事給与制度改革に取り組んでいたが、抜本的な改革には至っていなかった。係長級昇任試験の受験率も年々低下していた背景もあり、「頑張る職員が報われる」制度への転換が課題であった。
改革の必要性はあったものの、市職員が自ら制度を見直すことに限界を感じていた辻宏康和泉市長は、令和４年に人事給与制度改革検討懇話会を設置し、稲継裕昭・早稲田大学大学院教授、倉田哲郎・元箕面市長、谷畑英吾・前湖南市長を外部有識者として招いた。全12回の会議では、辻宏康和泉市長自身も全ての回に出席し、議論を重ねながら改革案を練り上げていった。
この結果、令和5年8月に「和泉市人事給与制度改革実行プラン」が完成し、同年９月の市議会において関係条例が成立した。新制度は、「初任給全国トップ」が大きな話題を呼んだが、給料表全体を見直すことにより、給与費総額は増加しない設計で、若くして昇格した場合は年収が大幅に増額する一方、一度も昇格しないで定年となった場合は他の地方公共団体よりも給料が上がらない構造となり、ラスパイレス指数は100を超えない（国家公務員の給与水準以下となる）制度となっている。
また、給与制度だけでなく、人事評価制度の刷新、昇任制度の見直し、地域貢献活動に資する副業の原則許可など、人事給与制度全般にわたる改革となり、注目を集めている。

## 和泉市長選挙

### 2005年（平成17年）
2005年（平成17年）6月19日執行。自由民主党の推薦を受けるも落選。
※当日有権者数：136,787人 最終投票率：42.91%（前回比：-18.22pts）
| 候補者名 | 年齢 | 所属党派 | 新旧別 | 得票数   | 得票率 | 推薦・支持         |
| -------- | ---- | -------- | ------ | -------- | ------ | ------------------ |
| 井坂善行 | 50   | 無所属   | 新     | 24,310票 | 42.00% |                    |
| 辻宏康   | 45   | 無所属   | 新     | 22,654票 | 39.14% | （推薦）自由民主党 |
| 池田邦子 | 58   | 無所属   | 新     | 10,920票 | 18.86% |                    |

### 2009年（平成21年）
2009年（平成21年）6月14日執行。前回戦った現職の井坂、2005年10月に懲役2年6か月執行猶予3年の有罪判決を受けた稲田順三元市長を退け、初当選。
※当日有権者数：140,582人 最終投票率：45.62%（前回比：2.71pts）
| 候補者名 | 年齢 | 所属党派 | 新旧別 | 得票数   | 得票率 | 推薦・支持             |
| -------- | ---- | -------- | ------ | -------- | ------ | ---------------------- |
| 辻宏康   | 49   | 無所属   | 新     | 31,310票 | 49.28% |                        |
| 井坂善行 | 54   | 無所属   | 現     | 23,292票 | 36.66% | （推薦）民主党・公明党 |
| 稲田順三 | 68   | 無所属   | 元     | 8,930票  | 14.06% |                        |

### 2013年（平成25年）
2013年（平成25年）6月2日執行。井坂と三たび戦い再選。
※当日有権者数：143,405人 最終投票率：41.21%（前回比：-4.41pts）
| 候補者名 | 年齢 | 所属党派 | 新旧別 | 得票数   | 得票率 | 推薦・支持 |
| -------- | ---- | -------- | ------ | -------- | ------ | ---------- |
| 辻宏康   | 53   | 無所属   | 現     | 39,792票 | 68.31% |            |
| 井坂善行 | 58   | 無所属   | 元     | 18,462票 | 31.69% |            |

### 2017年（平成29年）
2017年（平成29年）6月4日執行予定であったが、5月28日の告示日に辻以外に届け出がなかったことから無投票で三選を果たした。

### 2021年（令和3年）
2021年（令和3年）6月6日執行予定だったが、5月30日の告示日に辻以外に届け出がなかったことから無投票で四選を果たした。

### 2025年（令和7年）
2025年（令和7年）6月1日執行予定だったが、5月25日の告示日に辻以外に届け出がなかったことから無投票で5選を果たした。

## 人物
・趣味はジョギング、読書、映画鑑賞。また還暦を機にピアノをはじめ、学生時代の仲間と結成したバンド活動を行い、2022年の和泉市立総合医療センターのクリスマスイベントでは、自らサンタクロースに扮して、入院患者らに演奏を披露した。
・2022年4月、池上曽根史跡公園敷地にて公演を行っていた「さくらサーカス」にて、市の広報番組撮影のため、空中ブランコに挑戦した。
・KIX泉州国際マラソンをはじめ、フルマラソンは10回完走している。
・座右の銘は「事興るは逆境にあり」で、2024年12月、市長としての取り組みや思いなどを綴った同名の著書を上梓した。